# Mangalampet
Mangalampet é uma panchayat (vila) no distrito de Cuddalore, no estado indiano de Tamil Nadu.

## Demografia
Segundo o censo de 2001,  Mangalampet  tinha uma população de 7327 habitantes. Os indivíduos do sexo masculino constituem 49% da população e os do sexo feminino 51%. Mangalampet tem uma taxa de literacia de 68%, superior à média nacional de 59.5%: a literacia no sexo masculino é de 74% e no sexo feminino é de 63%. Em Mangalampet, 12% da população está abaixo dos 6 anos de idade.